# World War Hulk
World War Hulk (en español Guerra Mundial de Hulk), es un evento de la editorial Marvel Comics, lanzado al mercado el 13 de junio de 2007. Hulk es el protagonista de esta nueva serie, constituida por 5 números y que cuenta con Greg Pak como guionista y con John Romita Jr. como artista. En los países hispanohablantes, será la editorial Panini la encargada de la traducción y distribución de los 5 números y todas las miniseries relacionadas con la misma, en México editorial Televisa se encargaría de editarla y exclusivamente para Perú la encargada de distribuirla y editarla fue Perú.21.
La serie Planet Hulk nos muestra cómo el monstruo verde se adapta a un planeta llamado Sakaar que posteriormente es destruido, lo que da pie a la venganza de Hulk y por tanto motivo de su regreso a la Tierra, lo que se explica en World War Hulk.
La trama de la serie es la continuación de los eventos que iniciaron luego de que algunos de los Illuminati, un equipo secreto de héroes, entre ellos Iron Man, Dr. Strange, Black Bolt y Reed Richards, engañaran al Dr. Bruce Banner para que realizara una tarea en el espacio, en la que necesitaban de la ayuda del gigante verde. Lo que no sabía era que su regreso a la Tierra no estaba planeado y, de esa manera fue exiliado de su hogar a manos del secreto grupo.

## Publicación
World War Hulk se desarrolla a lo largo de 5 números, sin embargo, la serie inicia con World War Hulk Prologue: World Breaker, escrito por Peter David y dibujado por Sean Phillips, Álvaro Rio, Lee Weeks. La historia de World War Hulk es paralela a la que se cuenta en publicaciones como Incredible Hulk N° 106-110 y World War Hulk: Frontline N° 1-6. Este crossover se extiende por series como Avengers: The Initiative, Heroes for Hire, The Punisher War Journal, Irredeemable Ant-Man y Iron Man, también se creó un nuevo grupo llamado Gamma Corps. El cómic se publicó a mediados de junio y estaba planeado que culminara para octubre pero Diamond Dateline, retrasó la publicación de los últimos números hasta el 14 de noviembre.

## Argumento
Cuando la nave en la que llegó el coloso esmeralda al planeta Sakaar explotó, asesinó a la mayor parte de la población del planeta, entre ellos a Caiera esposa de Hulk y al hijo de ambos que aún no había nacido. El alterego de Banner culpa a los Illuminati por la explosión y se propuso buscar venganza. Junto a los Warbound (Hiroim, Korg, Elloe Kaifi, Miek, un sinnombre Brood, Arch-E-5912 y Mung), Hulk regresa a la Tierra. Su primer objetivo es Black Bolt, Rey de los Inhumanos, localizados en la Luna. Al alunizar se encuentra con que, Medusa y su Rey, Black Bolt, lo han estado esperando. Medusa le advierte que ya una vez fue derrotado por su Rey, que un susurro de él fracturaría sus huesos y que un simple sonido lo impulsaría hasta el Sol, pero obviando sus advertencias Hulk ataca, Black Bolt susurra "Basta" y Hulk es golpeado por una onda sónica que lo aturde, no se da por vencido y ataca sorpresivamente al Inhumano por la espalda y le dice: "No estoy aquí por un simple susurro, ¡QUIERO ESCUCHARTE GRITAR!". Lo derrota y continua el viaje hasta su hogar.
En la Tierra, Tony Stark le informa al presidente de los Estados Unidos sobre la inusual falla que presentaron algunos satélites, y justo en ese instante una gigantesca nave se hace presente en el cielo de Nueva York. Un holograma de Hulk le explica a los neoyorkinos sus intenciones, los informa del plan que tramaron en su contra los Illuminati, a quienes convoca para luchar, les otorgará 24 horas para evacuar la ciudad completa y Hulk dando un ejemplo gráfico con un Black Bolt agonizante, le muestra al mundo lo que le pasara si los Illuminati no se presentasen.
Mientras, aparentemente Spider-Man con un traje negro de tela normal, lidera la evacuación, sin embargo, no muchos creen lo que pasa y no hacen caso, hasta que aparece She-Hulk para apoyar a Spidey, por medio de las malas. Hulk realiza otra parada en la Mansión X, donde demanda la presencia de Charles Xavier, quien no se presenta de inmediato debido a que se encuentra desalojando a sus estudiantes más jóvenes, por lo que comienza una lucha entre Hulk y varios X-Men. La ausencia de Xavier, durante la decisión de exiliar o no al gigante verde, no le permitió expresar su voto, por lo que Hulk le pregunta si su decisión habría sido a favor o en contra y el Illuminati le responde que sí hubiese estado a favor del exilio, pero no de forma permanente. Hulk es atacado por distintos equipos de los X-Men, de los cuales ninguno tiene suerte y varios salen heridos, Juggernaut también intenta detener al gigante, siendo el único de ellos en poder hacerle frente pero Hulk no teniendo intenciones de perder tiempo en esa pelea logra burlarlo y utilizar el movimiento imparable de juggernaut para que no se detuviera hasta llegar a un lago cercano. Cuando el coloso esmeralda conoce acerca de Dia-M, que eliminó a una gran parte de la población mutante, hecho del que el profesor Xavier asume responsabilidad, Hulk cree que fue suficiente castigo para él y se retira.
De regreso en su nave de piedra una transmisión logra llegar a los oídos del gigante verde, no es otro que el General Ryker, un militar obsesionado con experimentos con ADN de Hulk, el cual lo reta a un último enfrentamiento, llamando la atención enviando un misil cargado de humanoides toxificados para debilitar a Hulk, para que la verdadera arma de Ryker contra Hulk pudiera capturarlo sin ningún problema, los Gamma Corps, un grupo de civiles alterados genéticamente con el ADN de aquellos seres que fueron tocados por la radiación gamma, con el único propósito de vengarse de Hulk, este atentado parecía ser perfecto, pero el sistema inmunitario de Hulk elimina la toxina de su cuerpo recuperando todo su poder, lo que le permite librarse de los Gamma Corps con suma facilidad, para así buscar a su verdadero blanco, el General Ryker. Después de acabar con la base secreta de Staten Island en donde se encontraba, los Gamma Corps se dan cuenta de que Hulk nunca les había hecho nada y que el General Ryker les estaba manipulando para generarles una sed de venganza para que se sometieran a sus experimentos para ser armas vivas contra Hulk.
De regreso en Manhattan, la ciudad fue evacuada completamente, con la excepción de algunos civiles, que por voluntad propia decidieron permanecer allí observando como Hulk se venga. Cuando termina el tiempo límite, el primero en luchar contra Hulk es Iron Man con el traje de Hulkbuster, en el proceso destruyen por completo la Torre Stark y el gigante verde sale vencedor
Luego de derrotar y capturar a Stark, Hulk espera a ver la reacción de Los Vengadores, en ese instante aparece She-Hulk, en un intento por disuadir a su primo y acabar con el conflicto, sin embargo terminan con un intercambio de golpes y la prima del monstruo gamma, resulta gravemente lastimada. Después de acabar con los Vengadores, un grupo de la Iniciativa decide enfrentar a Hulk y a los Warbound, pero son vencidos sin ningún esfuerzo. Mientras los Warbound llevan los chicos de la Iniciativa a unos calabozos improvisados Ghost Rider se presenta y lucha contra Hulk pero se da cuenta de que los Illuminati merecen ser castigados y se marcha.
Hulk sigue con el tercer Illuminati, Reed Richards, quien recibe la ayuda de su grupo, Los 4 Fantásticos, junto con la de miembros temporales del equipo como Black Panther y Storm. Mr. Fantástico, intenta crear una proyección de Sentry que imita su aura de calma para poder apaciguar la ira de Hulk, todo resulta en vano y Richards es derrotado y hecho prisionero junto con todos los héroes que lo acompañan. En su camino por encontrar al Illuminati Dr. Strange, Hulk se topa con Rick Jones, que le informa de la muerte del Capitán América, la noticia lo deja en shock y el hechicero aprovecha el momento de debilidad y entra en su mente pero en segundos Hulk logra repelerlo. Hércules, Amadeus Cho, Arcángel, Namora junto a algunos civiles ofrecen su ayuda a Hulk.
El General Thunderbolt Ross da la orden al ejército de abrir fuego contra Hulk. Los proyectiles, construidos con Adamantium, le hacen daño al guerrero esmeralda pero es protegido por los Warbound y nuevamente el Doctor Strange se interna en la mente del gigante en donde logra comunicarse con Bruce Banner y le explica que la explosión de la nave no fue culpa de los Illuminati, pero al igual que su alter ego, los recuerdos que tiene Bruce de su esposa Caiera son muy fuertes por lo que resurge la ira y con ella también lo hace Hulk, que se libra del Hechicero destrozando sus manos por lo que la conexión con su mente se rompe. Librado de su conexión con Strange, Hulk se enfrenta a los tanques, helicópteros y demás para luego hacer prisionero al General Ross.
Los civiles restantes en Manhattan alentan a Hulk a crear un coliseo donde sus prisioneros se enfrenten. Los Warbound encuentran en GreenWich Village a Rick Jones intentando comunicarse con Stephen Strange y descubren su escondite, por lo que hay un enfrentamiento entre Iron Fist, Echo y Ronin con los guerreros de Hulk, pero los protectores del mago son nada comparados con los Warbound y son vencidos, hechos prisioneros junto con Jones y llevados a la arena de combate. Rick, en el coliseo, le dice a su amigo verde que los héroes no buscan venganza sino justicia, pero en ese instante el cuerpo de Hiroim, cae inconsciente ante ellos. Zom, un poderoso demonio, está en posesión del cuerpo del Hechicero Supremo, aparece y reta a Hulk.
Manhattan se ha convertido en un "Infierno", antes de enfrentarse directamente a Hulk, Hiroim es lastimado por Zom. La pelea da comienzo y Hulk es lanzado salvajemente contra un edificio, en el que algunos ciudadanos se encontraban observando la lucha entre el demonio y el monstruo gamma. Ninguno sale lastimado de gravedad solo porque Hulk logra salvarles la vida. La furia del gigante se desata y ataca ferózmente al Hechicero-Demonio, que cae inconsciente, por lo que la unión entre ambos es interrumpida. Rick no entiende como es que salvó a esas personas inocentes y le dice que en el fondo sigue Bruce y Hulk le explica que no es cierto, que él es Bruce Banner. 
En el coliseo, se presentan varios civiles. El evento está siendo televisado por todo el mundo y las personas que se encuentran en el lugar le hablan al mundo de los crímenes que han cometido los otros héroes. La primera persona que declara es una mujer, que asegura que los Inhumanos asesinaron a su marido mientras ambos presenciaban una obra de teatro y culpa a Black Bolt por tal hecho. Tom Foster toma la palabra y le explica al mundo como su tío, Bill Foster fue brutalmente asesinado por un clon del dios Thor, creado por Anthony Stark/Iron Man y Reed Richards/Mr. Fatástico y termina su discurso diciendo: "Ellos hablan de ley, pero parece que se aplica solo para algunas personas, personas como yo. Estoy listo para que se aplique la ley de Hulk". La última en tomar la palabra es una chica, que culpa a Dr. Strange de juntarse con un demonio y como ese acto casi le cuesta la vida a ella y a sus amigos y que gracias a Hulk están vivos. En la zona de combate, los héroes son obligados, mediante discos de obediencia, a luchar por sus vidas. Primero Hulk los hace luchar contra un monstruo traído desde Sakaar y luego entre sí mismos. Reed y Stark pelean arduamente, el primero, espera a que Hulk tome la decisión de dejar vivir o no a Tony Stark. Hulk decide que debe morir.
El golpe final que debía de recibir Stark, no sucedió ya que fue detenido por la mole verde quien les explica que no llegaron a la Tierra para asesinar a nadie sino para buscar justicia. Sin embargo, la arrogancia de Anthony lo ciega y le replica que debe entregarse ante la ley y, en ese instante la nave de los Warbound es destruida por Sentry. La lucha de titanes comienza, al igual que el brutal intercambio de golpes. Rick se siente preocupado por los seres humanos, ya que Sentry está descontrolado. Hulk cae pero se recupera rápidamente y sabe que es el único que puede detenerlo así que vuelve a la pelea que los deja convertidos en sus respectivos alter ego, Bruce Banner y Robert Reynold, este último fue vencido.
La paz que volvió a Bruce pronto le fue arrebatada por Miek, un Warbound que en un intento por mantener a su "Destructor de Mundos", como llamaba a Hulk, asesinó a su mejor amigo, Rick Jones, por lo que retomó su ira. Miek, en un mal estado, luego de ser golpeado de forma salvaje reveló que fue él quien hizo estallar la nave que asesinó a la esposa e hijo de Hulk. Sabiendo lo descontrolado que estaba el gigante verde le pide ayuda a los héroes y Stark es capaz de acceder a los satélites con los que logra "desactivar" a Hulk.
Finalmente, la organización S.H.I.E.L.D. lleva al Dr. Bruce Banner, en muy mal estado, al Desierto de Mojave, en donde varios metros bajo tierra fue encerrado en una cámara de contención. Los Warbound son arrestados. Mientras tanto, el hijo de Hulk, Skaar, presuntamente muerto, emerge de un lago en el planeta Sakaar.

## Miniseries

### World War Hulk: X-Men
World War Hulk: X-Men es una miniserie de 3 números que muestra la furia del Coloso Verde sobre los X-Men, en busca del Illuminati Charles Xavier. Se muestra la batalla que mantienen varios equipos de los X-Men con Hulk, en su intento por proteger al Illuminati, que a pesar de no estar presente cuando se realizó la votación sobre el exilio, admitió que su voto habría sido a favor de esto.

### Gamma Corps
Gamma Corps es una nueva miniserie estrenada en la World War Hulk. En ella se cuenta la historia de cinco civiles que tuvieron encuentros cercanos con Hulk, encuentros que de algún modo convirtieron su vida en una tragedia que es manipulada por el General Ryker para que estos se sometieran a experimentos genéticos gamma para convertirse en un escuadrón superpoderoso y eficiente con el objetivo general de derrotar y aprisionar a Hulk para su benefactor, el General Ryker.

### The incredible Hulk
The incredible Hulk es la miniserie secundaria de esta historia, aquí se ve la participación que tuvo el joven Amadeus Cho, Hércules el príncipe del poder, Namora y Arcángel para ayudar a Hulk a consumar su venganza; al final solo lograron demostrar que Hulk no era ningún monstruo asesino y controlar los pésimos daños de la batalla.

### Heroes for Hire
Heroes for Hire nos cuenta la situación que estos “héroes” tuvieron que sufrir a manos de los Warbounds después de dejarse llevar por las advertencias de Humbug de una posible colonización insecto-extraterrestre, situación que los lleva a abordar la nave principal, ser torturados y luego traicionados por uno de los suyos. Al final todos se dan cuenta de que ya no son para nada Héroes, son mercenarios.

### Iron Man Director of S.H.I.E.L.D.
Iron Man Director of S.H.I.E.L.D. nos muestra en 2 números el punto de vista del Director de S.H.I.E.L.D. durante su batalla con el gigante esmeralda, además de lo que pasa con S.H.I.E.L.D. cuando se vuelve tan dependiente de un hombre como Stark, se revela el as bajo la manga de Iron Man para detener a Hulk, pero la decisión de usar tal arma recae en Dugan por ser el miembro de más alto rango en S.H.I.E.L.D. debido a la ausencia de su Director.

### Ghost Rider
World War Hulk: Ghost Rider es una miniserie de 2 números que narran el breve encuentro entre Ghost Rider y Hulk. El guion en manos de Daniel Way y las ilustraciones son obra de Javier Saltares. Johnny Blaze hace frente al gigante esmeralda. En la batalla el Vengador Fantasma hace uso de su Mirada Penitencia pero falla al no encontrar ni un rastro de culpa en el alterego de Bruce Banner. La lucha finaliza y Ghost Rider deja la ciudad.

### Avenger The Initiative
Avenger The Initiative nos muestra como funciona el grupo de héroes novatos encargados de proteger la zona de Manhattan lidia con una invasión extraterrestre liderada por Hulk.

### World War Hulk: Frontline
World War Hulk: Frontline es una miniserie de 6 números. Los hechos son contados desde el punto de vista de los civiles. Ben Urich y Sally Floyd regresan, después de investigar lo ocurrido en Civil War, como los periodistas encargados para descubrir los hechos que rodean la llegada de Hulk a la Tierra y el motivo de su venganza.

## Ventas
World War Hulk N° 1 fue el más vendido en junio de 2007, con un estimado de 178,302 de copias vendidas a través de la compañía Diamond Comic Distributors. Marvel anunció, luego de las ventas del primer número, que se vendería el mismo número pero con una variante en la portada que estaría a cargo de John Romita Jr. Publicaciones como World War Hulk: X-Men y World War Hulk: Front Line se posicionaron en el Top 25 de los cómics más vendidos en junio de 2007 por la misma distribuidora.

## Cronología
He aquí como se desarrolla esta macrosaga cronológicamente, cómic por cómic, tomando como puntos de partida los cómics principales de esta historia. Algunos de los sucesos de la historia se ven en varios cómics de diferente título, por eso algunos se pueden leer antes 
que otros.
La World War Hulk es una secuela inmediata de la saga conocida como Planet Hulk, por lo que se recomienda leer esa historia primero.
The Illuminati #1
The incredible Hulk #1 - #15 (Planet Hulk)
Prolog World War Hulk # 1

-
X men #1 #2 #3
Gamma Corps #1 #2 #3 #4
Heroes for Hire #1 #2
World War Hulk #1
Ant man #1
Iron man Director of SHIELD #1
Front Line #1
World War Hulk #2
Avenger The Initiative #1
Ghost Rider #1 #2
Front Line #2
The increidible Hulk #106 #107
Front Line #3
Iron man Director of SHIELD #2
Avenger The Initiative #2
World War Hulk #3
Heroes for Hire #3 #4 #5
The increidible Hulk #108 #109
World War Hulk #4
Front Line #4 #5
World War Hulk #5
The increidible Hulk #110
Front Line #6
Como en las sagas marvel se hace un what...if? En esta ocasión las historias son que hubiese ocurrido si los super héroes perdieran la world war hulk? y qué hubiese pasado si Thor entrara en la
world war hulk?